# Pavel Pokorný
Pavel Pokorný (Csehszlovákia, 1946. november 25.–) cseh zongorista, gitáros, hegedűs és énekes, a Synkopy 61 rockegyüttes tagja.

## Pályafutása
Hegedűsként és énekesként a Synkopy 61 rockegyüttes tagja 1960 decembere óta. Később billentyűs hangszereken és gitáron is játszott. 1966 és 1968 között sorkatonai szolgálatát töltötte, majd 1968 novemberében visszatért a zenekarba, amelynek 1987-ig tagja volt.
1990-ig Zbyšek Pantůčik és Libor Pantůčik előadókkal szerepelt. 1990 és 1996 között a Play Band zenekarral Norvégiában és cseh klubokban zenélt. 
1995-től ismét az újraalapított Synkopy 61 együttes tagja lett. A 2006 és 2011 közötti időszak kivételével jelenleg is ebben a zenekarban gitáron és hegedűn játszik.

## Fordítás
- Ez a szócikk részben vagy egészben a Pavel Pokorný (hudebník) című cseh Wikipédia-szócikk fordításán alapul.  Az eredeti cikk szerkesztőit annak laptörténete sorolja fel. Ez a jelzés csupán a megfogalmazás eredetét és a szerzői jogokat jelzi, nem szolgál a cikkben szereplő információk forrásmegjelöléseként.